# Елибаев, Рамазан Кабдолдинович
Рамазан Кабдолдинович Елибаев (4 августа 1947, Енбек, Катон-Карагайский район, Казахская ССР — 11 октября 2024) — казахский певец и композитор, автор и исполнитель песен «Нурекем», «Тумарым», «Жаным-ау», «Не пайда», «Коздер-ай», «Жас улан», «Балалык кайран бал шагым», «Коныл куйы» и других. Лауреат различных международных конкурсов и фестивалей в составе ансамбля «Гульдер». Заслуженный деятель Республики Казахстан (2006).

## Биография
Родился 4 августа 1947 года в селе Енбек, Катон-Карагайского района, Восточно-Казахстанской области. В 1965 году окончил обучение в интернате им. Султанмахмута Торайгырова в селе Шынгыстай и поступил в только что открывшуюся двухгодичную Алматинскую оперную студию в Алма-Ате. В 1967 году обучаясь в Казахской Государственной Консерватории им. Курмангазы по классу вокала был призван в армию. В 1968—1970 годах прошёл воинскую службу в Кушке, окончил офицерские курсы, в 1970 году был принят в Ансамбль песни и танца МВД Казахской ССР.
В 1973 году был приглашён в только что открывшуюся Алматинскую филармонию, в эстрадный ансамбль «Алматы Ауендеры», в состав которого входил женский инструментальный квартет «Майра». Работал в качестве руководителя и солиста. В 1975 году организовал запись грампластинки и первого короткометражного фильма об этом ансамбле.
В 1976 году по решению Министерства Культуры Казахской ССР был переведён в Государственный молодёжно-эстрадный ансамбль «Гульдер», до 1982 года работал в нём в качестве солиста-вокалиста с такими исполнителями, как Роза Рымбаева, Нагима Ескалиева, Кайрат Байбосынов, Муратбек Жунусбеков, Макпал Жунусова и другими. С 1976 по 1982 годы объездил с этим коллективом с концертами весь Советский Союз, более 10 стран ближнего и дальнего зарубежья, в 1978 году стал лауреатом 11-го Международного фестиваля молодёжи и студентов, прошедшего в Гаване. Песни Рамазана Елибаева — «Тұмарым», «Жаным-ау», «Көздер-ай» — были шлягерами 80-х годов.
В 1982 году работал в качестве художественного руководителя а потом и директора Дворца культуры АХБК Алма-Аты. С 1983 года снова сменила работу и до выхода на пенсию проработал в Алматинской областной филармонии в качестве солиста-вокалиста.
С 2003 года находился на пенсии, проживал в Усть-Каменогорске, Восточно-Казахстанской Области, продолжая творческую деятельность. В 2006 году решением Первого Президента РК удостоен звания «Заслуженный деятель Республики Казахстан» за значительный вклад в культуру и искусство.
Умер 11 октября 2024 года в возрасте 77 лет, последние несколько лет борясь с болезнью Паркинсона.